# Raphael Rowe
Raphael George Rowe (* 11. März 1968 in London) ist ein britischer Journalist, Moderator und Buchautor. Er wurde 1990 zu Unrecht für einen Mord von 1988 und eine Serie schwerer Raubüberfälle im Rahmen der M25 Three verurteilt. Nach etwa zwölf Jahren unschuldig in Haft, in der er immer seine Unschuld beteuert hatte, wurde seine Verurteilung zusammen mit denen seiner beiden Mitangeklagten, Michael George Davis und Randolph Egbert Johnson, im Juli 2000 als „unsicher“ eingestuft und sie wurden freigelassen.

## Frühes Leben
Raphael George Rowe wurde im Südosten Londons geboren und nach seinem Vater benannt, der im Alter von 26 Jahren aus Jamaika eingewandert war. Als seine britische Mutter Rosemary Prior 17 Jahre alt war, heiratete sie Raphael (Senior) und sie bekamen bald ihre Tochter Belinda. Das Paar hatte zwei weitere Töchter, Hazel und Joanna, bevor Raphael Junior 1968 geboren wurde. Rowes Abstammung von einem Schwarzen und einer Weißen war im Südosten Londons nichts Ungewöhnliches, wo viele Ethnien und einkommensschwache Arbeiter lebten.

## Tatgeschehen und Anklage
In den frühen Morgenstunden des 16. Dezember 1988 schlugen und fesselten drei maskierte Männer, einer mit einem Messer, ein anderer mit einer Waffe, das Paar Peter Hurburgh und Alan Eley, die in einem auf einem Feld geparkten Auto Sex hatten. Während des Angriffs starb Hurburgh an einem Herzinfarkt. Später an diesem Morgen verübten sie zwei Raubüberfälle in Häusern und erstachen einen der Bewohner, den 40-jährigen Timothy Napier. Rowe und Davis wurden am Morgen des 19. Dezember 1988 und Johnson am 6. Januar 1989 festgenommen. Sie wurden von den Medien aufgrund der Orte der Verbrechen als M25 Three bezeichnet. Sie wurden drei Tage lang verhört. Die Opfer gaben an, dass es sich um zwei weiße Täter und einen schwarzen handelte. Jedoch waren alle drei Angeklagten schwarz. Sie hatten auch einen Angreifer mit blauen Augen und blonden Haaren beschrieben, was auf keinen der drei Angeklagten zutraf. Rowes Freundin zum Zeitpunkt des Angriffs, Kate Williamson, sagte vor Gericht gegen ihn aus. Später schickte sie ihm im Gefängnis einen Brief, in dem sie dies zugab und sich entschuldigte, dass sie gelogen hatte. Im März 1990 wurden die drei im Old Bailey wegen Mordes und schweren Raubes zu lebenslanger Haft ohne Bewährung verurteilt.

## Einspruch und Freilassung
1994 reichten Davis und Rowe einen Antrag beim Europäischen Gerichtshof für Menschenrechte (EGMR) ein. Neben Fehlern und anderen Beweisen, die vor dem Prozess zurückgehalten wurden, war Rowes Anwälten nicht bekannt, dass der Hauptzeuge der Anklage, Norman Duncan, ein bekannter Krimineller mit Vorstrafen war und vor dem Prozess ein Informant der Polizei geworden war. Am 16. Februar 2000 gab der EGMR sein Urteil zurück und stellte fest, dass Artikel 6 Absatz 1 EMRK, das Recht auf ein faires Verfahren, verletzt wurde. 1999 verwies die Criminal Cases Review Commission den Fall M25 Three an das Berufungsgericht zurück und am 17. Juli 2000 wurden Rowe und seine Mitangeklagten freigesprochen und freigelassen. Rowe hat immer seine Unschuld beteuert und sagte, er glaube, die Polizei habe sich mit Zeugen verschworen.

## Journalismus
Während seiner Inhaftierung studierte Rowe Journalismus durch ein Fernstudium und trat nach seiner Freilassung Anfang 2001 als Reporter für BBC Radio 4 bei der BBC ein.
2003 begann Rowe mit der Präsentation verschiedener BBC-Programme und trat 2006 BBC One Panorama bei. Sein Panorama-Dokumentarfilm Jill Dando: The Jury's Out über die Verurteilung von Barry George wegen des Mordes an Jill Dando wurde als wichtiger Faktor für seinen späteren Freispruch angesehen.
2016 wurde er freiberuflich tätig und 2017 war er einer der Prominenten, die den Jakobsweg in Spanien für die BBC-Two-Serie Pilgrimage: The Road to Santiago gingen.
Rowe ist derzeit Reporter bei den BBC-One-Serien The One Show und Sunday Morning Live. Er moderierte die Staffeln 2, 3, 4, 5, 6 und 7 von Die härtesten Gefängnisse der Welt (Originaltitel: Inside the World’s Toughest Prisons) im Auftrag des Streamingdienstes Netflix. Im August 2020 veröffentlichte er seinen Podcast Second Chance.
Seine Autobiografie, Notorious, wurden im Dezember 2020 veröffentlicht. Der Buchtitel beinhaltet  in deutscher Sprache nicht nur das Wort berüchtigt. Auch die Worte Not I Or Us (deutsch: Nicht ich oder wir) sind enthalten. Diese Worte sollen ausdrücken, dass weder er selbst, noch seine ebenfalls verurteilten Mithäftlinge an der Tat beteiligt waren.
Er hat seinen Erfolg als Journalist auf seine Verurteilung und Inhaftierung für ein Verbrechen zurückgeführt, das er nicht begangen hat.

## Privates
Rowe war vor seiner Inhaftierung mit einer Frau zusammen gewesen. Er sagte, dass sie zwei Monate nach seiner Freilassung wieder Kontakt aufgenommen hätten und eine Beziehung eingingen. Im Sommer 2004 bekamen beide ihr erstes Kind, ein Mädchen. Im Jahr 2000 gab er an, einen Sohn aus einer früheren Beziehung zu haben, der etwa zum Zeitpunkt seiner Festnahme geboren wurde und den er bis zu seiner Freilassung nie kennengelernt hatte. Rowe sagte, sein Sohn zögerte, ihn wegen der Vorwürfe gegen ihn zu sehen.

## Publikationen
- Notorious: Life with No Parole for a Crime I Did Not Comit, 2020 (Autobiografie)